# 13 Batalion Budowy Mostów
13 Samodzielny Batalion Budowy Mostów – samodzielny pododdział wojsk drogowych ludowego Wojska Polskiego.

## Formowanie i zmiany organizacyjne
Przeznaczony do budowy i naprawy mostów w strefie przyfrontowej. W działaniach bojowych pełniłby także służbę regulacji ruchu na mostach oraz ochraniał je.
Formowany na podstawie rozkazu Naczelnego Dowództwa Wojska Polskiego nr 41/org z 6 października 1944 jako jednostka 3 Armii Wojska Polskiego.
W związku z zaniechaniem formowania 3 Armii, będący w stadium organizacji batalion rozwiązano.

## Obsada personalna
Dowódcy batalionu
- kpt. Antoni Syricki

## Skład etatowy
Etat 047/9

Dowództwo i sztab
- 3 kompanie budowy mostów
  - 4 plutony budowy mostów
- kompania techniczna
  - 3 plutony techniczne
  - pluton transportowy
- pluton ochrony